# Raafat Al-Haggan
Pour les articles homonymes, voir Bitton.
Refaat Ali Suleiman Al-Gammal (en arabe : رفعت علي سليمان الجمال ; Damiette, 1er juillet 1927 – 30 janvier 1982), plus connu sous le nom de Raafat Al-Haggan (en arabe : رأفت الهجّان) en Égypte et sous celui de Jack Beton, en Israël, est un espion égyptien qui a mené des opérations clandestines en Israël pendant 17 ans,.

## Activités de renseignement

### Point de vue égyptien
Le Gihaz al-Mukhabarat al-Amma, un service de renseignements égyptien, soutient que Raafat Al-Haggan s'est installé en Israël au bénéfice des services de renseignements égyptiens en 1956. Parlant couramment anglais et français, il était bien connu dans la haute société israélienne et était impliqué dans des projets commerciaux. Selon les Égyptiens, il fournissait à l'Égypte des renseignements importants alors qu'il travaillait sous couverture de son agence de tourisme, en se présentant sous le nom de « Jacques Bitton », un juif émigré de France. Les informations transmises par Raafat Al-Haggan concernaient entre autres choses la guerre des Six Jours ; il aurait ensuite joué un rôle important dans la guerre du Kippour en fournissant à l’Égypte des informations techniques détaillées sur la ligne Bar-Lev. Raafat Al-Haggan est considéré en Égypte comme un héros national, à la suite d'une série télévisée où il était présenté, sous le nom de « Rafat Alhgan », comme un espion égyptien travaillant en Israël pour servir sa patrie. Selon la veuve de Raafat Al-Haggan, c'est grâce à lui qu'aurait été démasqué l'espion israélien opérant en Syrie, Eli Cohen.

### Point de vue israélien
Selon les services secrets israéliens en revanche, Raafat Al-Haggan aurait été démasqué et menacé d'être condamné à une très longue peine de prison s'il n'acceptait pas de travailler comme agent double pour le compte d'Israël. Ainsi retourné, il aurait alors permis aux services de renseignements israéliens d'infiltrer leurs homologues égyptiens pendant une dizaine d'années. Si la version israélienne est la bonne, il devient alors difficile de penser que Raafat Al-Haggan aurait réellement été à l'origine de l'arrestation d'Eli Cohen.